# Allan Dahl Johansson
Allan Dahl Johansson (* 5. října 1998 Oslo, Norsko) je norský rychlobruslař.
V roce 2014 začal závodit ve Světovém poháru juniorů, roku 2015 se poprvé představil na juniorském světovém šampionátu. Na Zimních olympijských hrách mládeže 2016 získal dvě bronzové medaile. V prosinci 2016 absolvoval první závody v seniorském Světovém poháru, pravidelně v něm začal závodit na podzim 2017. Zúčastnil se Zimních olympijských her 2018 (1500 m – závod nedokončil). Na Mistrovství Evropy 2022 vybojoval stříbro ve stíhacím závodě družstev a bronz na trati 1500 m. Startoval na ZOH 2022 (1000 m – 28. místo, 1500 m – 12. místo).